# Biliárd

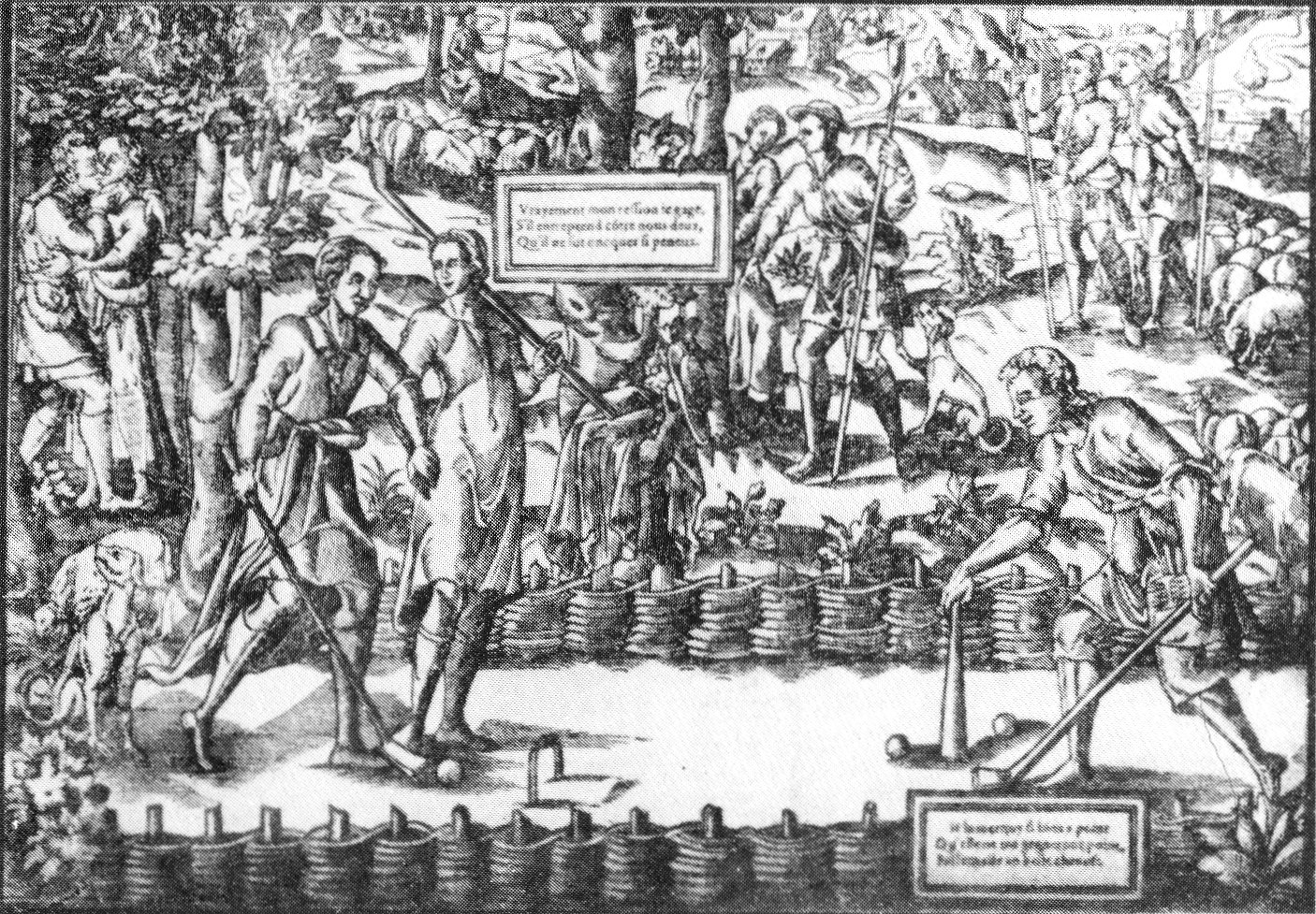
Szabadtéri gyeppályás biliárd 1480-ban

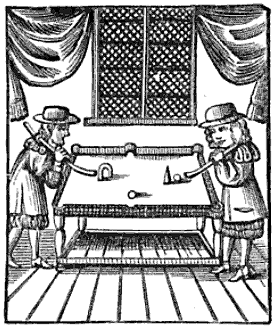
Biliárd a kora újkorban, illusztráció Charles Cotton 1674-ben kiadott The Compleat Gamester című könyvéből

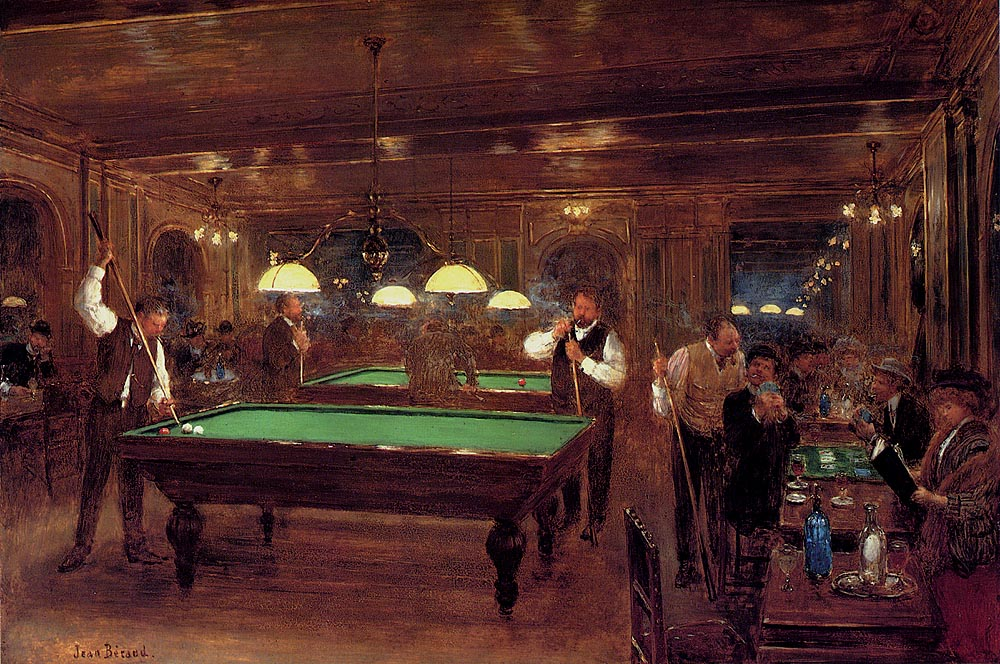
Jean Béraud Le Billard című festménye.

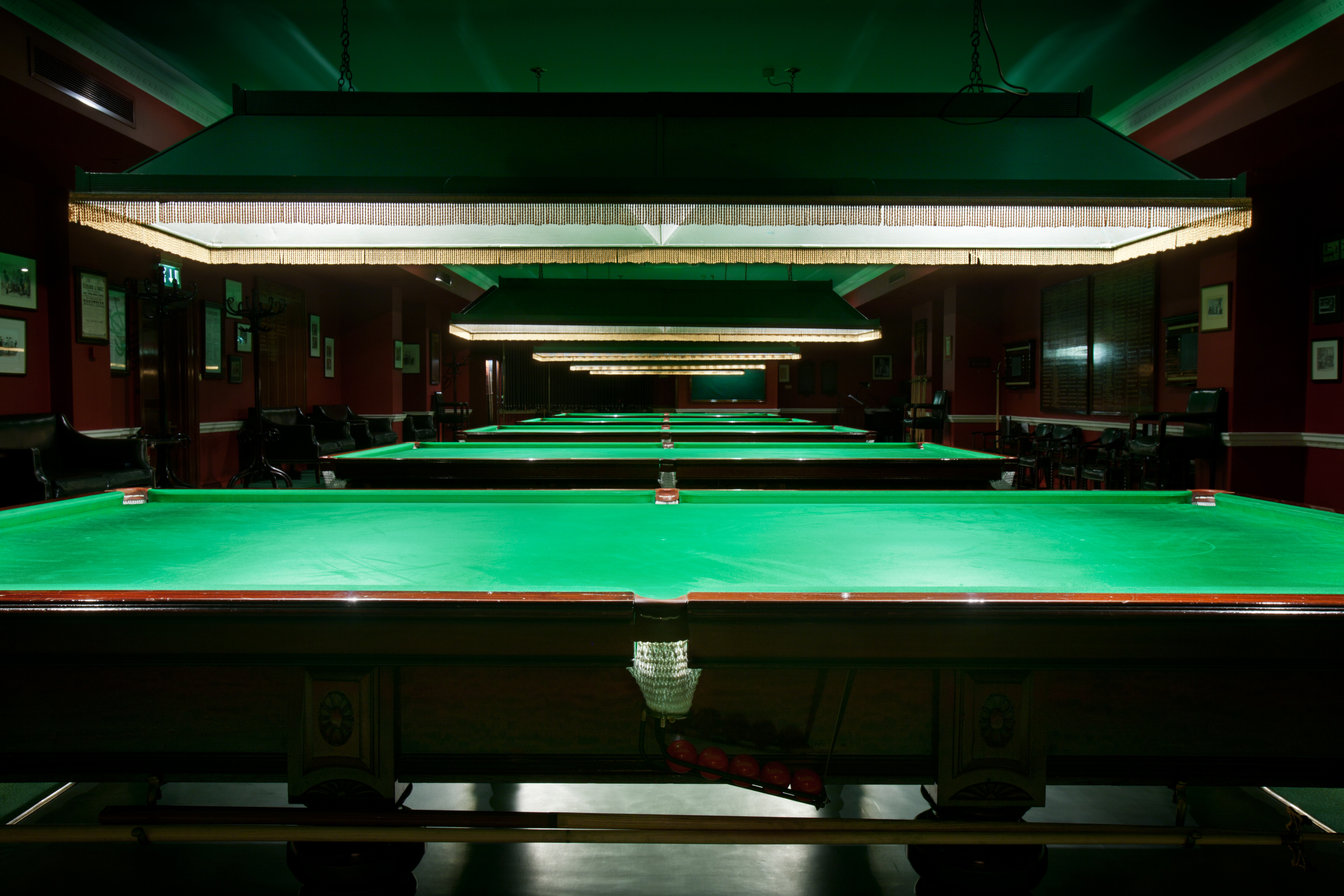
A londoni Royal Automobile Club biliárdterme 2010 októberében

A biliárd egy játékcsoport összefoglaló neve, melyben két ember vagy két csapat játszik egymás ellen. Golyókat kell egy keretezett asztalon, farudak (úgynevezett dákók) segítségével lökni. A játékos csak a fehér golyót lökheti meg a dákóval. A golyók manapság túlnyomórészt fenolgyantából készülnek, ilyen pl. az aramith.
A biliárdnak hosszú és gazdag történelme van, 15. századi keletkezésétől kezdve I. Mária skót királynő temetése idején testének saját biliárdasztala borításába való helyezéséig, ill. Shakespeare műveiben történő számtalan említésig. Kb. 35 fajtáját lehet megkülönböztetni. A francia bille szó golyót, ill. labdát jelent.

## Története

### Név
A név eredete nem egyértelmű. Egy történet a biliárd és a dákó (angolul cue stick) szavak eredetét is magyarázhatja: az angol pénzkölcsönző, Bill Kew 1550-ben állítólag egy yard hosszúságú faütővel a padlón golyókat ütögetett ide-oda. Ebből jöhetett létre a „Bill's Yard“, ill. a Cue. Egy másik lehetőség a francia bille szó vagy a bille és yard szavak összetétele.

### Ősi formák
A legtöbb, a biliárd eredetével foglalkozó mai elmélet más labdásjátékokkal, pl. a krikettel, a krokettel, ill. a golffal való kapcsolatra utal. A 13. századtól találhatóak utalások olyan labdásjátékokra, melyeket a szabadban játszottak és melyeknél a labdát egy ütővel vagy bottal ütötték meg. Azért, hogy olyan helyeken is játszani lehessen, ahol többnyire rossz az időjárás, egyre inkább zárt helyeken folytatták, végül egy asztalon. Ugyan a játéktér így jelentősen kisebb lett, a játék alapjaiban ugyanaz maradt. Azért, hogy a labdák ne essenek le az asztalról, a szélekre keretet erősítettek. Az asztalon játszott labdásjátékok ezen kezdeti formái fel voltak szerelve különböző bonyolító tényezőkkel, mint pl. kapuk, ívek, kúpok, és lyukak, a labdákat pedig az ütő vastag végével ütötték meg, hasonlóan a mai jégkoronghoz. Nincs egyértelműen tisztázva, hogy a játék Franciaországból vagy Nagy-Britanniából származik. Egy biliárdasztal egyik legkorábbi leírása szerint viszont a francia XI. Lajos király egy ilyen asztalt Henri de Vigne asztalosmestertől vásárolt 1470-ben.

### A 16.-tól a 18. századig
A 16. század közepétől a biliárdjáték Európa számos uralkodóházában jelen volt és a társasági élet szerves részét képezte. A hagyomány szerint a játékot Stuart Mária skót királynő és IX. Károly francia király is ismerte. A 16. század végén a spanyolokkal az első biliárdasztalok elérték Amerikát is. Körülbelül ugyanekkor angol írók is megemlítik a játékot. Edmund Spenser Mother Hubberd's Tale c. művében (1591-ben jelent meg): „...With dice, with cards, with billiards far unfit...“ William Shakespeare Antonius és Cleopatra c. művében (1606) Cleopatra is megemlíti: „Let it alone, let's to billiards. come, Charmian.“ A biliárdjáték első részletes leírása az angol Charles Cotton 1674-es „The Compleat Gamester“ c. művében található. Cotton hozzátette még, hogy a biliárd elterjedt játék volt Európa korabeli labdaházaiban. A 17. század vége felé egyre inkább a játékhoz használt rúd vékonyabbik végét kezdték használni a labdák mozgatásához, ezzel a dákó fokozatosan elnyerte mai formáját. A 18. században a játék fejlődése két irányban haladt. Mialatt legkésőbb az 1780-as évektől a forradalom szellemében Franciaországban eltűnt minden "akadály", így az asztalról a zsebek is, létrejött a mai Carambolage, addig Angliában a lyukbiliárd továbbfejlesztése révén az angol biliárd. James Beaufort „An Epitome of Hoyle“ c. könyvében (1791) a "Carambole" fogalmát is megemlíti, akárcsak egy vörös golyó használatát egy három golyóval játszott verzióban.

### 19. század
Miután 1807-ben a büntetését töltő francia Francois Mingaud egy bőrdarabot helyezett el a dákó végén, mely révén forgatóütések is lehetővé váltak, a 19. század ipari forradalma idején a biliárdjáték gyors fejlődést ért el. A bőrvéget speciális biliárdkréták kifejlesztése követte, hogy a dákó labdán való csúszását elkerüljék. 1827-ben John Thurston angol asztalos mutatott be először biliárdasztalt pala játéktérrel az addig használt fa helyett, ezzel a labda futása sokkal simábbá vált. Thurston a zsebeknél is újítást vezetett be. Addig különböző anyagokat használtak a faalap befedésére, mint pl. vászon, lószőr, állatbőrök, 1835-ben Thurston mutatta be az első zsebet kaucsukbelsővel. Az anyag hőmérsékletfüggőségét állandó fűtéssel, ill. hűtéssel próbálták csillapítani. 1845-ben jelentette be Thurston a végső megoldás szabadalmaztatását, ekkortól az 1839-ben Charles Goodyear által feltalált vulkanizált kaucsukot használta. Eközben a biliárdgolyók már szinte mindenütt elefántcsontból készültek, melyre a korábbi fát cserélték.
Technikai fejlesztésekkel, szabályok kialakításával, továbbá a játék pénzügyi dimenziójának felfedezésével 1850-től alakultak meg az első játékosszervezetek és jöttek létre az első bajnokságok, mely folyamat Angliában már a 19. század elején beindult. A kihívásos meccs később is – különösen a profiknál – elidegeníthetetlen és kedvelt elem maradt. Jóval a 20. század kezdete előtt lejátszották már az első bajnokságokat. Különösen Nagy-Britanniában és az Egyesült Államokban nőtt meg az érdeklődés a biliárd iránt ebben az időben, mely nem ritkán több ezer nézőt csábított a szalonokba és rendezvénytermekbe.
Kb. 1880-ra a játék minden ma ismert formájának alapjai kialakultak. Későbbi fejlesztések új verziók, ill. részlegesen új fajták kialakulásához vezettek. Az első mérföldkövek a Michael Phelan és John Seereiter között 1859-ben Detroitban lejátszott kihívásos játszmák voltak négygolyós biliárdban (ez az angol biliárd egy amerikai változata négy golyóval), ill. a William Cook és John Roberts között 1870-ben Londonban rendezett angolbiliárd-meccs. Ezután 1873-ban New Yorkban megrendezték az első profi világbajnokságot a karambol egy változatában, a szabad játékban. 1878-ban következett az első poolvilágbajnokság, szintén New Yorkban.
Miközben az Egyesült Államokban és Nagy-Britanniában a kezdeményezések elsősorban a profik részéről indultak, kontinentális Európában a biliárdot amatőr szinten űzték, ezt a francia forradalom és az újra megélt olimpiai szellem befolyása is áthatotta. Mindenekelőtt karambolban voltak mind európai profik, mind pedig sok amerikai amatőr.
Az anyagok terén a 19. sz. végén még egy komoly változás ment végbe, a golyókat elefántcsont helyett mesterséges gyantából kezdték előállítani. Az artisztikus biliárd kivételével a golyókat manapság kizárólag fenolgyantából készítik.

### 20. század

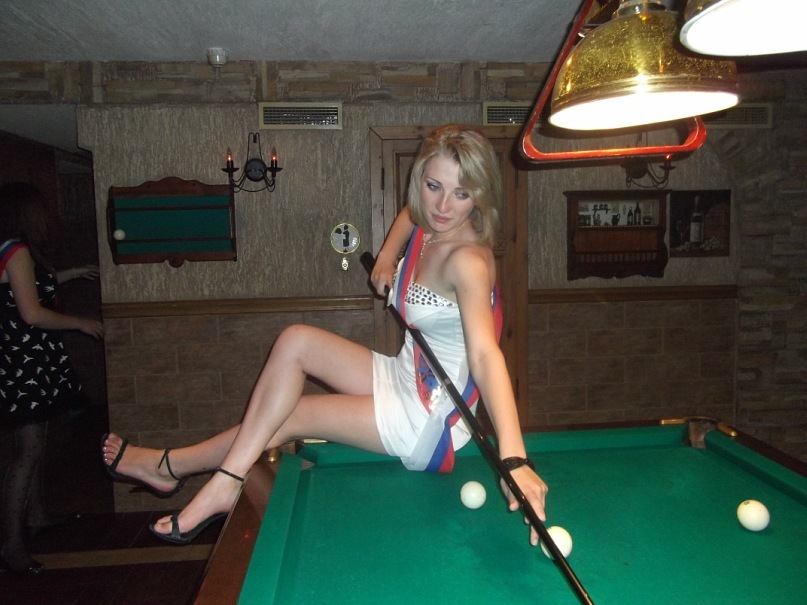
(2011)

A karambol egy verziójában 1903-ban Párizsban megrendezett amatőr világbajnokság számít az első, kontinentális Európában megrendezett komoly rendezvénynek. Az első világháború és a karambol ezzel járó európai holtpontja leállította a tengerentúli versenyzőkkel lebonyolított találkozókat. A biliárd időközben már Ázsiában is elterjedőben volt, főleg Japánból utaztak háromfalas karambol játékosok a 20. század elején Amerikába, később Európába is. Nagy-Britannia, kontinentális Európa, Amerika és Ázsia biliárdsportjában – elsősorban a profiknál, akik megélhetése közvetlenül függött a fizető nézőktől,– is nyomot hagyott a két világháború, az 1929-es gazdasági világválság, továbbá az 1919 és 1933 közötti amerikai alkoholtilalom. Az erősödő amerikai, majd brit válságot súlyosbította az 1950-es és 1960-as években teret nyerő televízió, mely kezdetben a nézők számát csökkentette. A pool viszont nemsokára A Svindler c. film (1961) megjelenésével amerikai reneszánszát élte. Az 1986-ban megjelent A pénz színe c. filmmel közösen növelték a pool iránti érdeklődést Európában és Ázsiában is. Az 1960-as évek végén a biliárd új korszaka köszöntött be Nagy-Britanniában, a BBC ugyanis olyan sportformátumot keresett, mely a nézők számára egyértelművé teszi a színestévék előnyeit, a választás a snookerre esett. A kontinentális Európa területén a második világháború után állomásozó amerikai és brit erők jelenléte révén legkésőbb az 1970-es és 1980-as években a karambol mellett a pool és a snooker is meghonosodott.
A vasfüggöny eltűnésével mindenekelőtt a pool és a snooker talált magának utat Kelet- és Közép-Európába és azóta egyre több követőjük van. A globalizációnak köszönhetően a biliárd ma már a világ minden részén jelen van, világ-, kontinentális- és nemzeti szintű szövetségekkel.

## A biliárd a nemzetközi sportrendezvényeken
A biliárd 1998. február 5. óta a Nemzetközi Olimpiai Bizottság által elismert sportág, de nem az olimpiai program része. A biliárdsportok világszervezetét (WCBS) az ARISF (Association of Recognized International Sports Federations) képviseli az olimpiai programba való felvételért folyó tárgyalásokon.
A biliárd a World Games programjának része 2001 óta Akitában, az Ázsiai Játékok része 1998 óta Bangkokban, ill. Jakartában a Délkelet-Ázsiai Játékoké 1987 óta.

## Magyar (amatőr) biliárd
Története:
Hazánkban a poolbiliárd a ’80-as évek elején vált igazán népszerűvé (Rózsaszín Cica Bár, Budapest, Wesselényi utca). Eleinte biliárdklubokban, napjainkban már kiskocsmákban is és nagy (több asztalos) klubokban, termekben is hódít a Pool Biliárd "magyarított" változata. Hivatalos szervezete a Magyar Biliárd Szövetség (www.biliardszovetseg.hu). A pool szakággal kapcsolatos hivatalos információk, hírek a https://web.archive.org/web/20190124112937/https://pool-biliard.hu/ weboldalon érhető el.
Az amatőr változat alapjaiban az eredeti szabályokat követi, de az évtizedek során konkrét eltérő szabályrendszer alakult ki a hivatalos szabályzattal szemben, ami sajnos nem a játék gördülékenységét segíti elő, hanem sokkal inkább a "minél tovább az asztalnál maradás"-t egy játékon belül, ahol több szerepe van a logikának és a szerencsének. Bár a hivatalos (MBSZ által kiadott / http://www.biliardszovetseg.hu/biliardszovetseg/download/2011/pdf/a_pool_szabalyai_20110308.pdf) szabályoktól sok esetben eltér, a hétköznapokban ezt a játékot jóval többen játsszák mint az eredetit, mivel az amatőr játékosok csak "szájhagyomány" útján hallják a szabályokat az idősebbektől az helyett, hogy az interneten kicsit is utána néznének a versenyszabályoknak. Az is baj, hogy helytől függően a szabályok változhatnak (városonként, kocsmánként, biliárd klubonként). Vitás esetekben előfordult nem egyszer, hogy a játékosok összevesznek, mert ahol korábban játszották a játékot, ott más szabályok szerint történt. Ebben sajnos nem mindig a logikus okokat, magyarázatokat kell alapul venni.
A kocsmai (nem hivatalos versenyszabály) játék menete:
Cél a saját célcsoportnak (teli vagy csíkos) megfelelő színű golyók bármelyik lyukba való bejuttatása. A játékos saját golyói a játék során bármely más golyóval ütközhetnek. Lényeg, hogy a fehér golyó a lökés után először a játékos saját csoportjának golyóját érintse. Ehhez a falak bármelyike (akár egymás után többször is) mandinerként felhasználható.
A játékos kezdés után mindaddig megszakítás nélkül lökhet, amíg lökésével saját golyót tud szabályosan lyukba terelni. Ha nem gurul saját golyó a lyukba, az ellenfél lökhet. A fehér golyó eltevése hibának számít, büntetőlökés követi. Az ellenfél a kezdőpontról guríthatja a fehér golyót. Minden kezdőpontról gurított lökésnek az ellentétes fal felé kell irányulni úgy, hogy a játékos nem célozhat a középső lyukak sugárvonalától visszább eső pontra. A játékosnak az összes golyót lyukba kell gurítani, majd a fekete golyót az utoljára elrakott színes golyóval átellenes lyukba kell eltenni úgy, hogy sem a fehér, sem a fekete golyó nem érhet hozzá más golyóhoz mindaddig, amíg a fekete golyó az asztalon van. Az nyer, aki ezt előbb megteszi. Veszít az a játékos, aki nem az átellenes lyukba teszi a feketét, vagy a fekete golyó mellett bármely más golyót (a fehéret is beleértve) is lyukba gurít. Ha mindkét játékos ugyanabba a lyukba tette utolsó színes golyóját, akkor a második játékosnak ugyanabba a lyukba kell eltenni a feketét, tehát ellenfelével átellenes lyukba, ahova az utolsó golyót gurította. Veszít az a játékos, aki bármilyen színes golyót a játéktéren kívülre juttat, vagy egyértelműen más színű golyóra céloz annak érdekében, hogy ellenfele pozícióját rontsa.
Kezdés:
A biliárdgolyók felhelyezési sorrendje általában a számozás és színsorrend (teli, csíkos) tekintetében a következő:
A háromszög csúcsától jobb oldalon lefelé haladva: 1-es (teli sárga), 2-es (teli kék), 9-es (csíkos sárga), 3-as (teli piros), 10-es (csíkos kék)
Következő sor: 11-es (csíkos piros), 8-as (fekete), 12-es (csíkos lila), 13-as (csíkos narancs)
Következő sor: 4-es (teli lila), 5-ös (teli narancs), 6-os (teli zöld)
Következő sor: 14-es (csíkos zöld), 15-ös (csíkos bordó)
Következő sor: 7-es (teli bordó)
A számozás abban az esetben lényeges, ha a játékosok szám szerint is játsszák a játékot. Általánosságban elég, ha a színek megfelelő sorrendben vannak. Középen mindig a fekete golyó áll.
A kezdő lökés a fehér golyóval történik az alappontról. Amennyiben az első lökés után a fekete golyó egymaga bármelyik lyukba távozik, a kezdő játékos nyert. Ha a fekete golyó mellett bármely más golyó is lyukba távozik, a kezdő játékos vesztett.
Színválasztás:
A kezdő lökésből lyukba távozó első golyó színe a kezdő játékos célcsoportja lesz. A továbbiakban csak a saját csoportjának golyóira célozhat. Ha kezdő lökésből egyetlen golyó sem jut lyukba, az ellenfél lökhet. A játékosok mindaddig bármelyik golyóra célozhatnak a fekete kivételével, amíg valamelyik golyó a lyukba nem jut. A színválasztás előtt a játékosok felváltva löknek egy-egy lökést, míg a színválasztás meg nem történik. Ha a fekete golyó ebben a játékszakaszban kerül bármelyik lyukba, az azt eltevő játékos veszít. Bűntető lökés mindaddig nincs, amíg valamelyik játékos színt nem választott. Miután ez megtörtént, minden hibát büntetőlökés követ függetlenül attól, hogy a kezdés után ki, hány golyót rakott el..
Hibák:
Ha a fehér vagy az ellenfél golyója bármely lyukba elgurul. Nem saját golyó vagy idő előtt a fekete golyó lökés utáni közvetlen érintése. Ha a fehér golyó elhagyja az asztalt. Ha a játékos egyik lába sem érinti a talajt a lökés pillanatában, ha a játékos kézzel érinti játék közben bármelyik golyót. Ezeket a hibákat bűntető lökés követi, melynek során az ellenfél kétszer lökhet egymás után anélkül, hogy saját golyót juttatna a lyukba.

## A játék típusai
- Karambol
  - Szabadjáték
  - Keretjáték

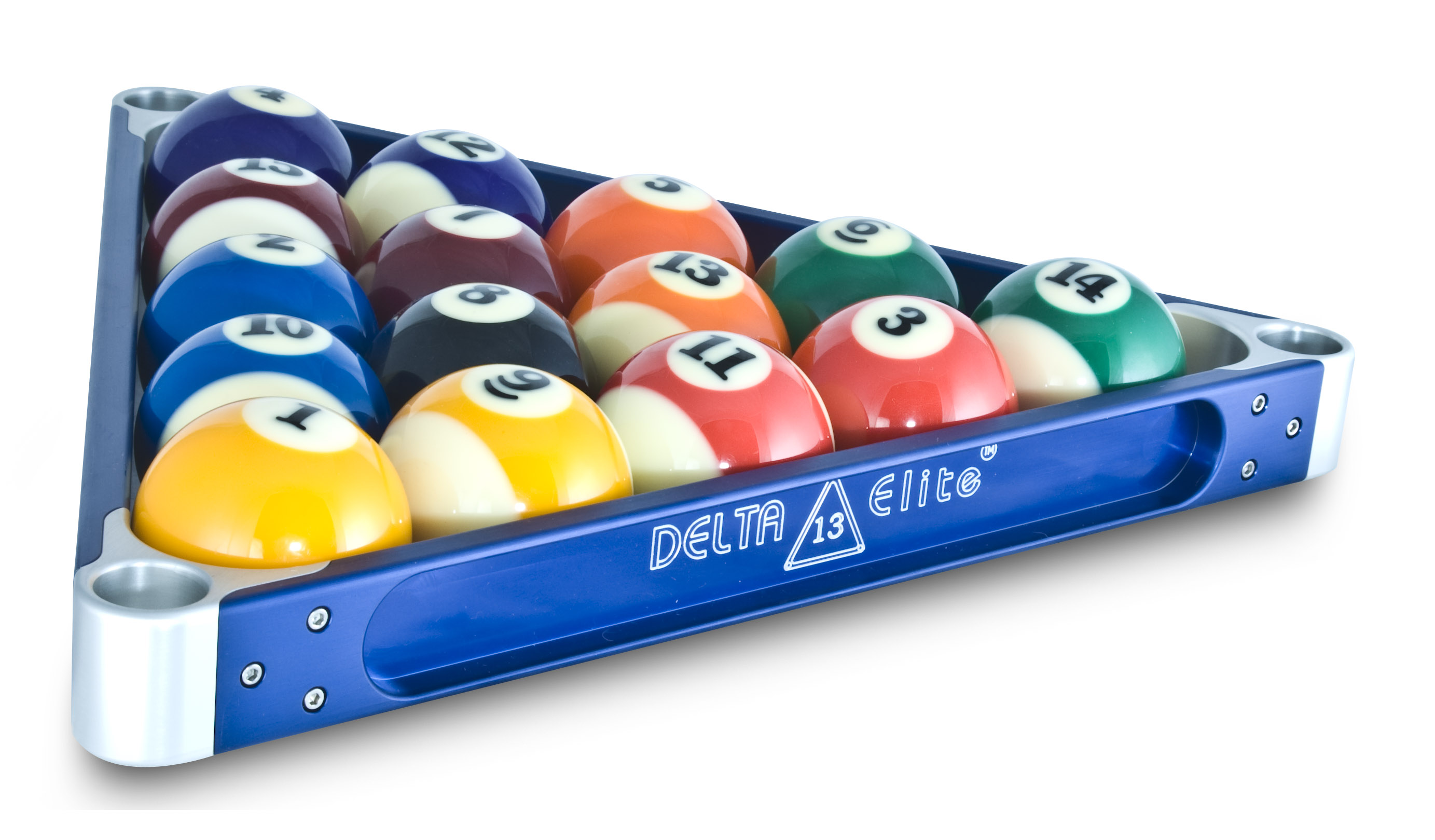
A biliárdgolyókat egy keretbe kell rendezni a játék kezdetekor

  - Falas játékok (háromfalas, egyfalas)
  - Cseh biliárd (négy golyós karambol)
  - Artistic-Műlökés
  - Olasz bábus
- Bábus (fás) biliárd
  - Magyarbiliárd
- Zsebes (lyukas) biliárd
  - Orosz biliárd
  - Pool
  - Snooker